# Ĵ
حرف لاتيني إضافي يسمى J مع مدة معقوفة، يعتبر هذا الحرف من الحروف الإضافية في الأبجدية اللاتينية، في الغالب يستعمل هذا الحرف الإضافي في لغة الإسبرانتو.

## الاستعمال
في لغة الإسبرانتو يعتبر الحرف الرابعة عشر من حيث الترتيب في أبجدية الاسبرانتو، يقع هذا الحرف بين حرفي J وK.
ملاحظة: إذا لم يتوفر هذا الحرف ضمن حروف لوحة المفاتيح
فيمكن تعويضه بjx أوjh.